# Dassur, Hassan
Dassur là một làng thuộc tehsil Hassan, huyện Hassan, bang Karnataka, Ấn Độ.